# Metropoli (ordinamento francese)

Metropoli in Francia al 2025

In Francia, una metropoli (in francese métropole) è un ente pubblico di cooperazione intercomunale a fiscalità propria, creato dalla legge di riforma delle collettività territoriali del 2010, il cui statuto è stato modificato dalla legge di modernizzazione dell'azione pubblica territoriale e di affermazione delle metropoli (Legge MAPTAM) del 2014 e dalla legge sulla nuova organizzazione territoriale della Repubblica (legge NOTRe) del 2015.
La metropoli rappresenta la forma più integrata di intercomunalità. Riguarda territori con più di 400 000 abitanti, che si trovano in un'area urbana con oltre 650 000 abitanti, oppure sono capoluoghi di regione, oppure si trovano al centro di una zona di lavoro con oltre 400 000 abitanti.
Al 1º gennaio 2019, esistono ventuno metropoli:
- Diciannove metropoli ordinarie: Bordeaux, Brest, Clermont-Ferrand, Digione, Grenoble, Lilla, Metz, Montpellier, Nancy, Nantes, Nizza,[4] Orléans, Rennes, Rouen, Saint-Étienne, Strasburgo, Tolone, Tolosa e Tours.
- Due metropoli a statuto speciale: Aix-Marsiglia e la Grande Parigi.[5][6]

La metropoli di Lione, creata dalla legge MAPTAM, è un caso particolare: si tratta infatti di una collettività territoriale a statuto speciale, e non di un'intercomunalità.
La creazione e lo sviluppo delle metropoli rispondono all'obiettivo di fornire ai territori francesi economicamente più dinamici una struttura politica e amministrativa adeguata alle sfide specifiche che affrontano. L’architettura istituzionale metropolitana dovrebbe consentire alle principali aree urbane francesi di raggiungere una “massa critica” tale da permettere l’attuazione di politiche pubbliche su misura, in linea con la loro reale dimensione e le loro ambizioni, con benefici a lungo termine per tutto il Paese.
A tal fine, lo Stato ha istituito una quindicina di "patti metropolitani", per finanziare gli investimenti di questi nuovi enti.

## Storia
Le prime comunità urbane furono create dalla legge nº 66-1069 del 31 dicembre 1966, per diverse città (Bordeaux, Lilla, Lione e Strasburgo). Le comunità urbane erano, fino alla legge nº 2010-1563 del 16 dicembre 2010 di riforma delle collettività territoriali, la forma più integrata delle intercomunalità francesi.
Per risolvere il problema del "numero e dell'intreccio delle competenze" delle collettività locali, come indicato dal Presidente della Repubblica Nicolas Sarkozy, il Governo Fillon II prevede nel suo progetto di legge di riforma delle collettività territoriali del 2009 la creazione di una nuova collettività territoriale a statuto particolare, la metropoli, annunciando che una decina di esse saranno create d'ufficio da leggi da adottare prima del 2014. Queste metropoli dovrebbero inizialmente assorbire sul loro territorio tutte le intercomunalità esistenti, ma anche il dipartimento, di cui dovrebbero assumere tutte le competenze. La regione è inoltre incentivata a trasferire alla metropoli l'esercizio di alcune attribuzioni a suo nome e per suo conto. L'obiettivo del governo è allora dotare la Francia di poli urbani di dimensione europea, vasti e potenti sul piano economico, impegnando indirettamente la scomparsa progressiva dell'ente dipartimentale.
Alla fine, la riforma adottata dalla legge del 16 dicembre 2010 si rivela meno ambiziosa, poiché la metropoli rimane un ente pubblico di cooperazione intercomunale (EPCI) creato su base volontaria nelle agglomerazioni di oltre 500 000 abitanti. Inoltre, le metropoli esercitano di diritto competenze dipartimentali solo nei settori dei trasporti scolastici, della gestione delle strade dipartimentali e delle zone d'attività, nonché della promozione all'estero del territorio e delle sue attività economiche.
L'unica metropoli creata sulla base della legge del 2010 è la Metropoli di Nizza Costa Azzurra il 31 dicembre 2011, dalla fusione della comunità urbana di Nizza con tre comunità di comuni delle Alpi Marittime.
Nel 2013, nell'ambito dell'Atto III della decentralizzazione, il Governo Ayrault II presenta un progetto di legge di "modernizzazione dell'azione pubblica territoriale e di affermazione delle metropoli" (legge MAPTAM). Questo, promulgato il 27 gennaio 2014, prevede diversi cambiamenti allo statuto delle metropoli:
- Il principio del volontariato è abbandonato e gli EPCI di oltre 400 000 abitanti all'interno di un'area urbana di oltre 500 000 abitanti sono automaticamente trasformati in metropoli per decreto il 1º gennaio 2015: Bordeaux, Grenoble, Lille, Nantes, Nizza, Rennes, Rouen, Strasburgo e Tolosa;
- La Metropoli di Aix-Marsiglia-Provenza è creata il 1º gennaio 2016 dalla fusione di diverse intercomunalità delle Bocche del Rodano;
- La Metropoli della Grande Parigi è creata il 1º gennaio 2016 e comprende Parigi e tutte le comuni della piccola corona;
- La Metropoli di Lione è creata il 1º gennaio 2015 in sostituzione della comunità urbana di Lione, ma è una collettività territoriale, assumendo sul suo territorio le competenze del consiglio generale del Rodano (e non un EPCI come le altre metropoli).

La legge relativa allo statuto di Parigi e alla pianificazione metropolitana del 28 febbraio 2017 amplia la possibilità di trasformazione in metropoli a tutti gli EPCI di oltre 250 000 abitanti, a tutti gli EPCI che sono centri di una zona di impiego di oltre 400 000 abitanti e agli EPCI di oltre 100 000 abitanti o che comprendono nel loro perimetro, al 31 dicembre 2015, il capoluogo di regione, centri di una zona di impiego di oltre 500 000 abitanti, aprendo così alla comunità urbana del Grand Dijon, a Orléans Métropole, alla comunità urbana Saint-Étienne Métropole, alla Métropole Toulon Provence Méditerranée, alla comunità urbana Clermont Auvergne Métropole, alla comunità di agglomerazione Metz Métropole e alla comunità di agglomerazione di Tours la possibilità di diventare metropoli.

### Critiche
La moltiplicazione delle metropoli in Francia suscita tuttavia crescenti critiche: da un lato, numerose agglomerazioni che, pur avendo un peso demografico sufficiente a rivendicare tale status, non possono diventare metropoli e si sentono penalizzate; dall’altro, il riconoscimento dello statuto dovrebbe essere riservato ad agglomerazioni che esercitano un’influenza a livello europeo nei settori dell’economia, della finanza, dei servizi, della ricerca universitaria, della sanità e della cultura. Tuttavia, secondo numerosi economisti, geografi e persino amministratori locali, alcune agglomerazioni divenute metropoli (come Orléans, Tours, Digione, Metz, Nancy, Brest, Rouen e Clermont-Ferrand) non possiederebbero una reale dimensione europea.
Inoltre, la Francia è prossima a diventare il paese europeo con il maggior numero di metropoli riconosciute sul proprio territorio, in contrasto con le analisi concordi dei geografi, secondo cui la Francia non riesce a creare nuove metropoli europee a causa della concentrazione eccessiva di potere di Parigi. A ciò si aggiungerebbe una maggiore complessità amministrativa, poiché i dipartimenti si trovano in competizione con le metropoli in numerosi ambiti di competenza, mentre la Francia è già spesso criticata per la sua eccessiva burocrazia.

## Competenze
A differenza dei comuni, che conservano una clausola generale di competenza, le metropoli possono agire solo nell’ambito delle competenze loro delegate, la cui enumerazione è stabilita dalla legge (principio di specialità delle competenze).
Gli organismi che hanno delegato alcune delle loro competenze alla metropoli non possono più intervenire legalmente in tali ambiti.

### Competenze delegate dai comuni membri
Le metropoli esercitano automaticamente, al posto dei comuni membri, le seguenti competenze:
- Sviluppo e pianificazione economica, sociale e culturale, inclusa la gestione delle zone d'attività e il supporto all'istruzione superiore e alla ricerca;
- Pianificazione territoriale, tra cui la redazione del piano di governo del territorio e la gestione delle infrastrutture di trasporto urbano;
- Politiche abitative, come la gestione del programma locale dell'abitazione e il sostegno all'edilizia sociale;
- Gestione dei servizi di interesse collettivo, come l'acqua, la gestione delle acque reflue e la gestione dei cimiteri;
- Protezione ambientale e qualità della vita, comprendente la gestione dei rifiuti, la lotta contro l'inquinamento e la promozione della transizione energetica.

### Competenze delegate dai dipartimenti
Le metropoli possono esercitare, su richiesta e tramite convenzione con il dipartimento, le seguenti competenze:
- Aiuti sociali: gestione del fondo di solidarietà per il l'alloggio, supporto ai giovani in difficoltà, azioni di prevenzione per giovani e famiglie in difficoltà;
- Servizi sociali: attività del servizio pubblico dipartimentale di azione sociale, inclusi programmi di inserimento sociale;
- Gestione delle infrastrutture: gestione delle strade dipartimentali e delle relative strutture accessorie;
- Promozione economica: gestione delle zone d'attività economica e promozione del territorio a livello internazionale.

### Competenze delegate dalle regioni
Il consiglio regionale può trasferire alla metropoli competenze in materia di costruzione e gestione dei licei e di sviluppo economico, su richiesta della metropoli stessa.

### Competenze delegate dallo Stato
Lo Stato può delegare alla metropoli, tramite convenzione, competenze relative all'edilizia abitativa, come l'attribuzione di aiuti per l'edilizia sociale e privata, la gestione dell'emergenza abitativa e la supervisione delle convenzioni di utilità sociale.

### Altre competenze
La metropoli è coinvolta nell'elaborazione e nella modifica di schemi e documenti di pianificazione in vari settori, come l'amministrazione del territorio, lo sviluppo economico e l'ambiente, che hanno un impatto sul suo territorio.

## Assetto istituzionale
Una metropoli è amministrata da un consiglio metropolitano. Il presidente è l'esecutivo e il capo dei servizi della metropoli. È affiancato da vicepresidenti e, eventualmente, da consiglieri delegati che compongono il organo esecutivo della metropoli.
Fino alle elezioni comunali del 2014, i membri del consiglio metropolitano venivano eletti all'interno dello stesso consiglio dai consigli comunali dei comuni membri.
A partire da tale data, ogni comune è rappresentato in questo consiglio da rappresentanti il cui numero varia in base all'importanza della popolazione comunale, definito agli articoli L. 5211-6-1 e L. 5211-6-2 del Codice generale delle collettività territoriali:
- Comune con meno di 1 000 abitanti: i rappresentanti del comune nel consiglio metropolitano sono i membri del consiglio comunale, designati in base all'ordine in cui sono elencati nella lista del consiglio comunale, senza una vera e propria elezione separata.[16] Non vi è quindi una elezione diretta dei loro rappresentanti nel consiglio metropolitano di cui fanno parte, ma, in base al numero di rappresentanti assegnati al comune, il sindaco, gli assessori e eventualmente i consiglieri comunali sono di diritto membri del consiglio metropolitano;
- Comune con più di 1 000 abitanti: i consiglieri metropolitani sono eletti durante le elezioni comunali, nello stesso momento e sulla stessa lista di candidati dei consiglieri comunali. Le schede elettorali di questi comuni comprendono, nella parte sinistra, la lista dei candidati per il consiglio comunale e, nella parte destra, la lista dei candidati per il consiglio metropolitano.[17]

## Elenco di metropoli
A oggi, in Francia, si contano 21 metropoli riconosciute ufficialmente:
| Nome ufficiale                     | Capoluogo        | Data di creazione | Numero di comuni | Popolazione (ultimo censimento) | Superficie (km2) | Densità (ab./km2) | Presidente                       | Note |
| ---------------------------------- | ---------------- | ----------------- | ---------------- | ------------------------------- | ---------------- | ----------------- | -------------------------------- | --- |
| Bordeaux Métropole                 | Bordeaux         | 1º gennaio 2015   | 28               | 831 534                         | 578,3            | 1 438             | Christine Bost (PS)              | Creata dalla trasformazione della preesistente comunità urbana. |
| Brest Métropole                    | Brest            | 1º gennaio 2015   | 8                | 211 920                         | 218,4            | 971               | François Cuillandre (PS)         | Creata dalla trasformazione della preesistente comunità urbana. |
| Clermont Auvergne Métropole        | Clermont-Ferrand | 1º gennaio 2018   | 21               | 295 821                         | 300,6            | 984               | Olivier Bianchi (PS)             | Creata dalla trasformazione della preesistente comunità urbana. |
| Dijon Métropole                    | Digione          | 28 aprile 2017    | 23               | 257 193                         | 240,0            | 1 072             | François Rebsamen (PS)           | Creata dalla trasformazione della preesistente comunità urbana. |
| Grenoble-Alpes Métropole           | Grenoble         | 1º gennaio 2015   | 49               | 449 488                         | 545,5            | 824               | Christophe Ferrari (DVG)         | Creata dalla trasformazione della preesistente comunità urbana. |
| Métropole européenne de Lille      | Lilla            | 1º gennaio 2015   | 95               | 1 187 907                       | 671,9            | 1 768             | Damien Castelain (Indipendente)  | Creata dalla trasformazione della preesistente comunità urbana. |
| Eurométropole de Metz              | Metz             | 1º gennaio 2018   | 46               | 228 999                         | 324,1            | 707               | François Grosdidier (LR)         | Creata dalla trasformazione della preesistente comunità urbana. |
| Montpellier Méditerranée Métropole | Montpellier      | 1º gennaio 2015   | 31               | 507 526                         | 421,8            | 1 203             | Michaël Delafosse (PS)           | Creata dalla trasformazione della preesistente comunità urbana. |
| Métropole du Grand Nancy           | Nancy            | 1º luglio 2016    | 20               | 256 928                         | 142,3            | 1 806             | Mathieu Klein (PS)               | Creata dalla trasformazione della preesistente comunità urbana. |
| Nantes Métropole                   | Nantes           | 1º gennaio 2015   | 24               | 677 879                         | 523,4            | 1 295             | Johanna Rolland (PS)             | Creata dalla trasformazione della preesistente comunità urbana. |
| Métropole Nice Côte d'Azur         | Nizza            | 31 dicembre 2011  | 51               | 560 351                         | 1 479,1          | 379               | Christian Estrosi (LFA-Horizons) | Unica metropoli creata in virtù della legge del 2010, tramite la fusione della comunità urbana di Nizza Costa Azzurra con le comunità di comuni di La Tinée, delle stazioni del Mercantour, di Vésubie-Mercantour e il comune di La Tour. Trasformata in metropoli identica alle altre il 1º gennaio 2015. |
| Orléans Métropole                  | Orléans          | 1º maggio 2017    | 22               | 292 001                         | 334,3            | 873               | Serge Grouard (LR)               | Creata dalla trasformazione della preesistente comunità urbana. |
| Rennes Métropole                   | Rennes           | 1º gennaio 2015   | 43               | 467 858                         | 705,0            | 664               | Nathalie Appéré (PS)             | Creata dalla trasformazione della preesistente comunità urbana. |
| Métropole Rouen Normandie          | Rouen            | 1º gennaio 2015   | 71               | 497 225                         | 663,8            | 749               | Nicolas Mayer-Rossignol (PS)     | Creata dalla trasformazione della preesistente comunità urbana. |
| Saint-Étienne Métropole            | Saint-Étienne    | 1º gennaio 2018   | 53               | 406 257                         | 723,5            | 562               | Gaël Perdriau (LR)               | Creata dalla trasformazione della preesistente comunità urbana. |
| Eurométropole de Strasbourg        | Strasburgo       | 1º gennaio 2015   | 33               | 514 651                         | 337,6            | 1 524             | Pia Imbs (DVC)                   | Creata dalla trasformazione della preesistente comunità urbana. |
| Toulon-Provence-Méditerranée       | Tolone           | 1º gennaio 2018   | 12               | 447 804                         | 366,4            | 1 222             | Hubert Falco (LFA-Horizons)      | Creata dalla trasformazione della preesistente comunità urbana. |
| Toulouse Métropole                 | Tolosa           | 1º gennaio 2015   | 37               | 818 491                         | 458,2            | 1 787             | Jean-Luc Moudenc (LR)            | Creata dalla trasformazione della preesistente comunità urbana. |
| Tours Métropole Val de Loire       | Tours            | 20 marzo 2017     | 22               | 297 273                         | 389,2            | 764               | Frédéric Augis (LR)              | Creata dalla trasformazione della preesistente comunità urbana. |

| Nome ufficiale                     | Capoluogo | Data di creazione | Numero di comuni | Popolazione (ultimo censimento) | Superficie (km2) | Densità (ab./km2) | Presidente          | Note |
| ---------------------------------- | --------- | ----------------- | ---------------- | ------------------------------- | ---------------- | ----------------- | ------------------- | --- |
| Métropole d'Aix-Marseille-Provence | Marsiglia | 1º gennaio 2016   | 92               | 1 911 311                       | 3 149,2          | 607               | Martine Vassal (LR) | Creata dalla fusione della comunità urbana Marsiglia Provenza Metropoli, delle comunità di agglomerazione del Pays d'Aix, Agglopole Provence, Aubagne e l'Étoile, del Pays de Martigues e del sindacato di agglomerazione nuova Ovest Provenza. |
| Métropole du Grand Paris           | Parigi    | 1º gennaio 2016   | 130              | 7 103 801                       | 814,2            | 8 725             | Patrick Ollier (LR) | È composta dal comune di Parigi, dall’insieme dei 123 comuni dei dipartimenti della piccola corona, nonché dai comuni di Argenteuil, Athis-Mons, Juvisy-sur-Orge, Morangis, Paray-Vieille-Poste, Savigny-sur-Orge e Viry-Châtillon.             |

Benché porti il nome di "metropoli", la métropole de Lyon (ente fondato il 1º gennaio 2015, che raggruppa 58 comuni, che ha 1 433 613 abitanti, su una superficie di 533,68 km², per una densità di 2686,2 ab./km²), non è in realtà un ente pubblico di cooperazione intercomunale, bensì una collettività territoriale a statuto speciale che quindi, giuridicamente, non dipende dalle disposizioni esposte qui.